# Clinosofre
El clinosofre és un mineral de la classe dels elements natius que pertany al grup del sofre. Fins al mes de setembre de 2022 s'anomenava sobre-β, canviant el nom a l'actual degut a les noves directrius aprovades per la CNMNC per a la nomenclatura de polimorfs i polisomes.

## Característiques
El clinosofre és un mineral de fórmula química S₈. Es tracta d'una espècie aprovada per l'Associació Mineralògica Internacional. Cristal·litza en el sistema monoclínic. És estable a partir dels 95,39 °C, i metaestable a temperatura ambient. Segons la classificació de Nickel-Strunz, el clinosofre pertany a «01.CC: Metal·loides i no metalls; Sofre-seleni-iode» juntament amb els següents minerals: rosickýita, sofre, seleni i tel·luri.

## Formació i jaciments
Es troba habitualment en forma d'agulles de color groc pàl·lid al voltant de fumaroles amb temperatures de gas superiors als 96 °C. Va ser descoberta al cràter La Fossa, situat a l'illa de Vulcano, a les illes Eòlies de la província de Messina (Sicília, Itàlia). També ha estat descrita a Hongria, la República Txeca, el Japó i els Estats Units.